# 대성로 (음성군)
대성로(Daeseong-ro)는 충청북도 음성군 대소면 태생리에서 삼성면 덕정리까지 연결하는 음성군도로, 총 연장은 6.279 km이다. 도로의 명칭이 유래된 것은 대소면과 삼성면을 연결하는 도로로서 행정명에서 인용되었기 때문이다.

## 역사
- 2009년 9월 22일 : 도로명으로 대성로를 고시

## 주요 경유지
- 음성군
  - 대소면 (태생리) - 삼성면 (천평리 - 선정리 - 덕정리)

## 접촉하는 도로
- 오산로 (직결)
- 대금로
- 새미실길
- 천평길
- 청천로
- 선정로
- 금일로
- 덕정로